# Xã Hickory, Quận Holt, Missouri
Xã Hickory (tiếng Anh: Hickory Township) là một xã thuộc quận Holt, tiểu bang Missouri, Hoa Kỳ. Năm 2010, dân số của xã này là 189 người.